# Parotis brunneomarginalis
Parotis brunneomarginalis là một loài bướm đêm trong họ Crambidae.